# Маклауд (Оклахома)
Маклауд (англ. McLoud) — місто (англ. town) в США, в окрузі Поттаватомі штату Оклахома. Населення — 4351 особа (2020).

## Географія
Маклауд розташований за координатами 35°24′42″ пн. ш. 97°5′55″ зх. д. / 35.41167° пн. ш. 97.09861° зх. д. (35.411747, -97.098627).  За даними Бюро перепису населення США в 2010 році місто мало площу 46,48 км², з яких 46,27 км² — суходіл та 0,21 км² — водойми. В 2017 році площа становила 49,27 км², з яких 49,06 км² — суходіл та 0,21 км² — водойми.

## Демографія
Згідно з переписом 2010 року, у місті мешкали 4044 особи в 1102 домогосподарствах у складі 807 родин. Густота населення становила 87 осіб/км².  Було 1209 помешкань (26/км²).
Расовий склад населення:
| - 72,0 % — білих - 14,1 % — корінних американців - 6,0 % — чорних або афроамериканців - 0,2 % — азіатів - 1,1 % — осіб інших рас |

До двох чи більше рас належало 6,6 %. Частка іспаномовних становила 5,1 % від усіх жителів.
За віковим діапазоном населення розподілялося таким чином: 20,3 % — особи молодші 18 років, 69,1 % — особи у віці 18—64 років, 10,6 % — особи у віці 65 років та старші. Медіана віку мешканця становила 35,9 року. На 100 осіб жіночої статі у місті припадало 56,7 чоловіків;  на 100 жінок у віці від 18 років та старших — 48,2 чоловіків також старших 18 років.
Середній дохід на одне домашнє господарство  становив 51 311 долар США (медіана — 46 875), а середній дохід на одну сім'ю — 56 000 доларів (медіана — 53 828). Медіана доходів становила 44 773 долари для чоловіків та 24 004 долари для жінок. За межею бідності перебувало 16,5 % осіб, у тому числі 20,5 % дітей у віці до 18 років та 8,8 % осіб у віці 65 років та старших.
Цивільне працевлаштоване населення становило 1242 особи. Основні галузі зайнятості: освіта, охорона здоров'я та соціальна допомога — 19,4 %, роздрібна торгівля — 16,1 %, мистецтво, розваги та відпочинок — 14,7 %.